# سانتياغو إغليسياس فالديز
سانتياغو إغليسياس فالديز (بالإسبانية: Santiago Iglesias)‏ هو لاعب اتحاد الرغبي أرجنتيني، ولد في 22 مايو 1993 في بوينس آيرس في الأرجنتين.